# Segretario di Stato per l'ambiente, l'alimentazione e gli affari rurali
Il Segretario di Stato per l'ambiente, l'alimentazione e gli affari rurali (Secretary of State for Environment, Food and Rural Affairs),  noto anche come Segretario all'ambiente (in inglese: Environment Secretary), è un segretario di Stato nel governo del Regno Unito, con responsabilità generale del Dipartimento per l'ambiente, l'alimentazione e gli affari rurali (Defra) e successore della carica di Ministro dell'agricoltura, della pesca e dell'alimentazione e di  sottosegretario di Stato per l'ambiente, i trasporti e le regioni.

## Responsabilità
Il Segretario di Stato ha tre responsabilità principali presso il Dipartimento per l'ambiente, l'alimentazione e gli affari rurali, al fine di:
- assumere la responsabilità generale di tutte le questioni del Dipartimento.
- rappresentare il Regno Unito al Consiglio Agricoltura e Pesca dell'UE e al Consiglio Ambiente dell'UE.
- fare pressione per il Regno Unito in altri negoziati internazionali sullo sviluppo sostenibile e sui cambiamenti climatici.

| Segretario di Stato per l'ambiente [ 1 ] (1970–1997)                                                                                    | Segretario di Stato per l'ambiente [ 1 ] (1970–1997) | Segretario di Stato per l'ambiente [ 1 ] (1970–1997) | Segretario di Stato per l'ambiente [ 1 ] (1970–1997) | Segretario di Stato per l'ambiente [ 1 ] (1970–1997) | Segretario di Stato per l'ambiente [ 1 ] (1970–1997) | Segretario di Stato per l'ambiente [ 1 ] (1970–1997) | Segretario di Stato per l'ambiente [ 1 ] (1970–1997) |
| Nome | Nome                                                 | Nome                                                 | Mandato                                              | Mandato                                              | Partito                                              | Primo ministro                                       | Primo ministro                                       |
| --- | ---------------------------------------------------- | ---------------------------------------------------- | ---------------------------------------------------- | ---------------------------------------------------- | ---------------------------------------------------- | ---------------------------------------------------- | ---------------------------------------------------- |
| | Peter Walker                                         | Peter Walker                                         | 15 ottobre 1970                                      | 5 novembre 1972                                      | Conservatore                                         |                                                      | Edward Heath                                         |
| | Geoffrey Rippon                                      | Geoffrey Rippon                                      | 5 novembre 1972                                      | 4 marzo 1974                                         | Conservatore                                         |                                                      | Edward Heath                                         |
| | Anthony Crosland                                     | Anthony Crosland                                     | 5 marzo 1974                                         | 8 aprile 1976                                        | Laburista                                            |                                                      | Harold Wilson                                        |
| | Peter Shore                                          | Peter Shore                                          | 8 aprile 1976                                        | 4 maggio 1979                                        | Laburista                                            |                                                      | James Callaghan                                      |
| | Michael Heseltine                                    | Michael Heseltine                                    | 5 maggio 1979                                        | 6 gennaio 1983                                       | Conservatore                                         |                                                      | Margaret Thatcher                                    |
| | Tom King                                             | Tom King                                             | 6 gennaio 1983                                       | 11 giugno 1983                                       | Conservatore                                         |                                                      | Margaret Thatcher                                    |
| | Patrick Jenkin                                       | Patrick Jenkin                                       | 11 giugno 1983                                       | 2 settembre 1985                                     | Conservatore                                         |                                                      | Margaret Thatcher                                    |
| | Kenneth Baker                                        | Kenneth Baker                                        | 2 settembre 1985                                     | 21 maggio 1986                                       | Conservatore                                         |                                                      | Margaret Thatcher                                    |
| | Nicholas Ridley                                      | Nicholas Ridley                                      | 21 maggio 1986                                       | 24 luglio 1989                                       | Conservatore                                         |                                                      | Margaret Thatcher                                    |
| | Chris Patten                                         | Chris Patten                                         | 24 luglio 1989                                       | 28 novembre 1990                                     | Conservatore                                         |                                                      | Margaret Thatcher                                    |
| | Michael Heseltine                                    | Michael Heseltine                                    | 28 novembre 1990                                     | 11 aprile 1992                                       | Conservatore                                         |                                                      | John Major                                           |
| | Michael Howard                                       | Michael Howard                                       | 11 aprile 1992                                       | 27 maggio 1993                                       | Conservatore                                         |                                                      | John Major                                           |
| | John Gummer                                          | John Gummer                                          | 27 maggio 1993                                       | 2 maggio 1997                                        | Conservatore                                         |                                                      | John Major                                           |
| Segretario di Stato per l'ambiente, i trasporti e le regioni (1997–2001)                                                                |                                                      |                                                      |                                                      |                                                      |                                                      |                                                      |                                                      |
| Nome | Nome                                                 | Ritratto                                             | Mandato                                              | Mandato                                              | Partito                                              | Primo ministro                                       | Primo ministro                                       |
| | John Prescott                                        |                                                      | 2 maggio 1997                                        | 8 giugno 2001                                        | Laburista                                            |                                                      | Tony Blair                                           |
| I Ministri di Stato responsabili dell'ambiente: - Michael Meacher (1997–2001) - Richard Caborn (1997–1999) - Nick Raynsford (1999–2001) | John Prescott                                        |                                                      |                                                      |                                                      |                                                      |                                                      | Tony Blair                                           |
| Segretario di Stato per l'ambiente, l'alimentazione e gli affari rurali (dal 2001)                                                      |                                                      |                                                      |                                                      |                                                      |                                                      |                                                      |                                                      |
| Nome | Nome                                                 | Ritratto                                             | Mandato                                              | Mandato                                              | Partito                                              | Primo ministro                                       | Primo ministro                                       |
| | Margaret Beckett                                     |                                                      | 8 giugno 2001                                        | 5 maggio 2006                                        | Laburista                                            |                                                      | Tony Blair                                           |
| | David Miliband                                       |                                                      | 5 maggio 2006                                        | 27 giugno 2007                                       | Laburista                                            |                                                      | Tony Blair                                           |
| | Hilary Benn                                          |                                                      | 28 giugno 2007                                       | 11 maggio 2010                                       | Laburista                                            |                                                      | Gordon Brown                                         |
| | Caroline Spelman                                     |                                                      | 12 maggio 2010                                       | 4 settembre 2012                                     | Conservatore                                         |                                                      | David Cameron                                        |
| | Owen Paterson                                        |                                                      | 4 settembre 2012                                     | 14 luglio 2014                                       | Conservatore                                         |                                                      | David Cameron                                        |
| | Elizabeth Truss                                      |                                                      | 15 luglio 2014                                       | 14 luglio 2016                                       | Conservatore                                         |                                                      | David Cameron                                        |
| | Andrea Leadsom                                       |                                                      | 14 luglio 2016                                       | 11 giugno 2017                                       | Conservatore                                         |                                                      | Theresa May                                          |
| | Michael Gove                                         |                                                      | 11 giugno 2017                                       | 24 luglio 2019                                       | Conservatore                                         |                                                      | Theresa May                                          |
| Theresa Villiers |                                                      | 24 luglio 2019                                       | 13 febbraio 2020                                     | Conservatore                                         | Boris Johnson                                        |                                                      |                                                      |
| George Eustice |                                                      | 13 febbraio 2020                                     | 6 settembre 2022                                     | Conservatore                                         | Boris Johnson                                        |                                                      |                                                      |
| | Ranil Jayawardena                                    |                                                      | 6 settembre 2022                                     | 25 ottobre 2022                                      | Conservatore                                         |                                                      | Liz Truss                                            |
| | Thérèse Coffey                                       |                                                      | 25 ottobre 2022                                      | 13 novembre 2023                                     | Conservatore                                         |                                                      | Rishi Sunak                                          |
| | Stephen Barclay                                      |                                                      | 13 novembre 2023                                     | 5 luglio 2024                                        | Conservatore                                         |                                                      | Rishi Sunak                                          |
| | Steve Reed                                           |                                                      | 5 luglio 2024                                        | in carica                                            | Laburista                                            |                                                      | Keir Starmer                                         |